# Iwai-Schrein
Der Iwai-Schrein (japanisch 石坐神社 Iwai-jinja) ist ein alter Schrein in der Stadt Ōtsu in der Präfektur Shiga.

## Geschichte
Ein Iwai-Schrein findet sich zwar in der Liste der Schreine im „Engishiki“, verfasst in der mittleren Heian-Zeit, aber das Gründungsdatum ist ungewiss. Der Schrein-Überlieferung nach soll zur Zeit des Kaisers Tenji der Meeresgott Wadatsumi (海津見神) auf der Anhöhe südlich Goryōdoyama (御霊殿山) erschienen sein und die anhaltende Dürre beendet haben. Der Kaiser ließ daraufhin auf der Anhöhe einen Schrein bauen: das sei der Beginn des heutigen Schreins gewesen.
Nach den Jinshin-Unruhen (壬申の乱 Jinshin no ran) im Jahr 672 wurde der Schrein an die heutige Stelle verlegt und Hachidairyūō-gū (八大龍王宮) genannt. Zu der Zeit wurden drei Götter im Geheimen verehrt.
In der Edo-Zeit wurde der Schrein Hachidairyūō-sha genannt, wobei die Bitte um Regen, das Amagoi (雨乞い), weiterhin im Mittelpunkt stand. Zu Beginn der Meiji-Zeit erhielt der Schrein seinen heutigen Namen.

## Die Anlage
Der innere Schrein (本殿) ist als wichtiges Kulturgut der Präfektur registriert. Er ist als drei Ken (1 Ken = 1,81 m) breiter Schrein (三間社流造 Sangensha-nagare-zukuri) erbaut, ist mit dünnen Zypressenschindeln (檜皮葺き Hiwada-buki) gedeckt und besitzt eine vorspringende Dacherweiterung (棟札 Munafuda). Das Gebäude stammt aus dem Jahr 1226, wurde hierher verlegt und zeigt somit den Stil jener früheren Zeit.

## Schätze des Schreins
Im inneren Schrein befinden sich die aus Holz gefertigten, sitzenden Statuen von Ame-mikoto-hirakasu-wake-no-mikoto (天命開別命; Kaiser Tenji), Prinz Ōtomo (大友皇子; Kaiser Kōbun), Ōtomos Mutter Iga no uneme Yakako no iratsume (伊賀采女宅子媛) und Hikominasu-no-Ō (彦坐王). Die ersten drei stammen aus der Heian-Zeit, Letzterer aus der Zeit des Namboku-chō. Alle sind als Wichtiges nationales Kulturgut ausgezeichnet. Sie werden nicht öffentlich gezeigt. Weitere verehrte Kami sind Toyo-tama-hiko-no-mikoto (豊玉比古神; Kaiser Jimmus Großvater) und Wadatsumi.